# Gongliao
Gongliao (chinesisch 貢寮區, Pinyin Gòngliáo Qū, Pe̍h-ōe-jī Khong-á-liâu) ist ein Bezirk der Stadt Neu-Taipeh im Norden Taiwans.

## Lage und Bedeutung
Gongliao ist der östlichste Bezirk der Stadt Neu-Taipeh. Er grenzt im Westen an die Nachbarbezirke Ruifang und Shuangxi, im Süden an den Landkreis Yilan sowie im Norden und Osten an den Pazifik. Das hier gelegene Kap Santiago ist der östlichste Punkt der Insel Taiwan. Aufgrund seiner Küstenlage und der fischreichen Gewässer ringsum war von jeher die Fischerei der Hauptwirtschaftszweig des Gebiets.
An der Küste von Gongliao befindet sich das noch nicht in Betrieb genommene und umstrittene Kernkraftwerk Nummer 4.

## Geschichte
Das Gebiet des heutigen Bezirks Gongliao war ursprünglich von taiwanischen Ureinwohnern besiedelt. Im Jahr 1626 erreichte eine spanische Flotte das Kap im äußersten Osten und gab ihm den Namen Kap Santiago. Dieser Name hat sich als nicht-chinesische Bezeichnung des Kaps bis heute erhalten; der chinesische Name lautet 三貂角 (Sāndiāojiǎo). In Gongliao befindet sich auch der Strand von Yenliu, an dem zu Beginn der japanischen Herrschaft über Taiwan im Jahr 1895 die erste japanische Armee an Land ging.

## Tourismus
Da die Ausläufer des Taiwanischen Zentralgebirges bis nahe an die Küste heranreichen, ist Gongliaos Landschaft sehr reizvoll und zieht viele Ausflügler und Touristen an. Eine beliebte Sehenswürdigkeit ist der Leuchtturm am Kap Santiago, dem östlichsten Punkt der Insel Taiwan. Eine weitere Attraktion ist der ursprünglich von Ureinwohnern genutzte Caoling-Pfad, ein Wanderweg, der durch die nordöstliche Hügellandschaft führt und Gongliao mit dem Ort Dali im angrenzenden Landkreis Yilan verbindet.
Am Fulong-Strand von Gongliao findet jedes Jahr das  Hohaiyan-Rock-Festival statt.

## Weblinks

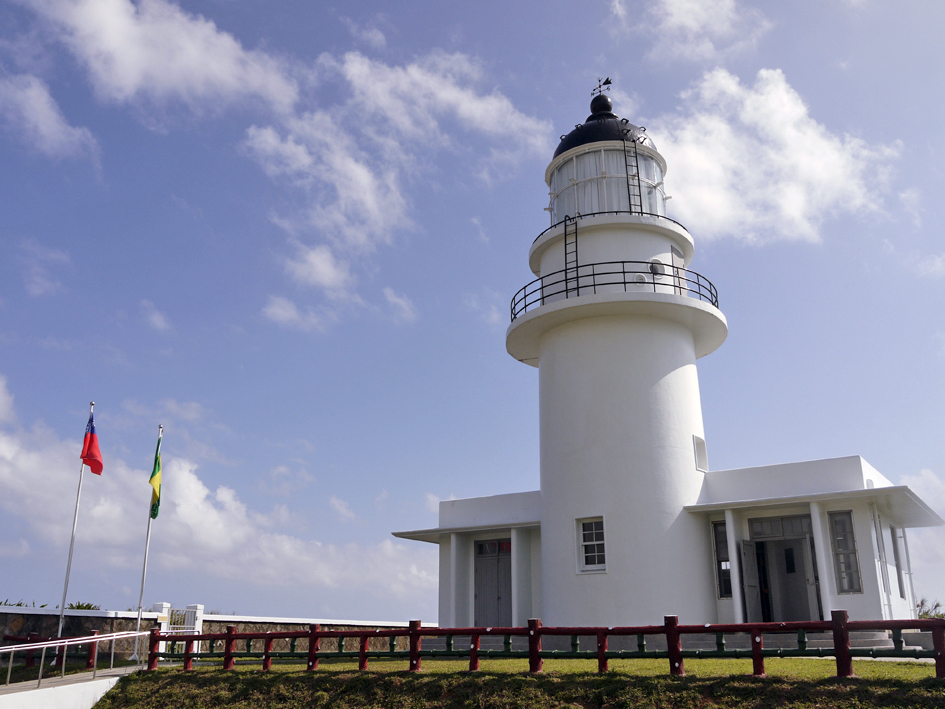
Der Leuchtturm am Kap Santiago
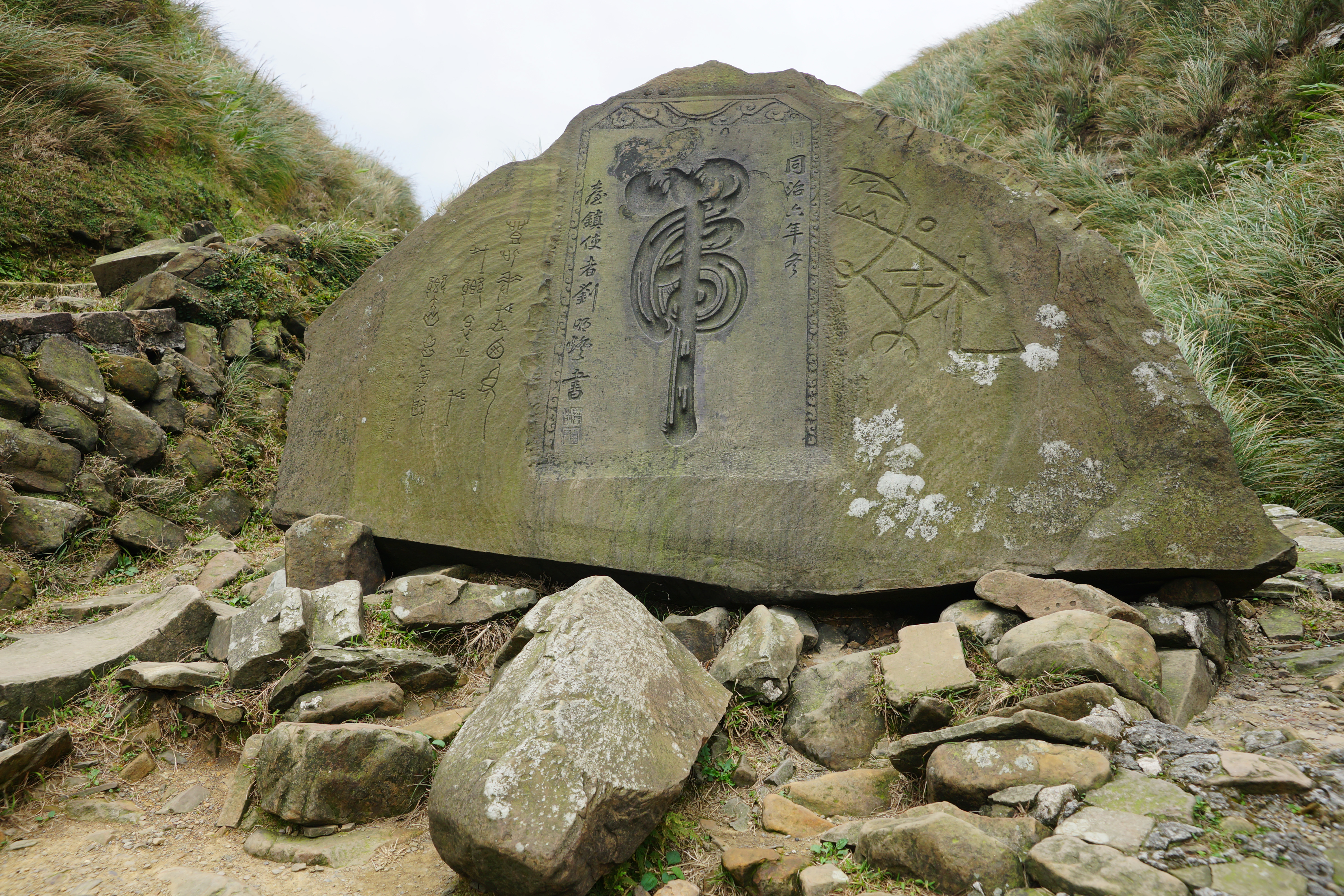
Wegmarke am Caoling-Pfad
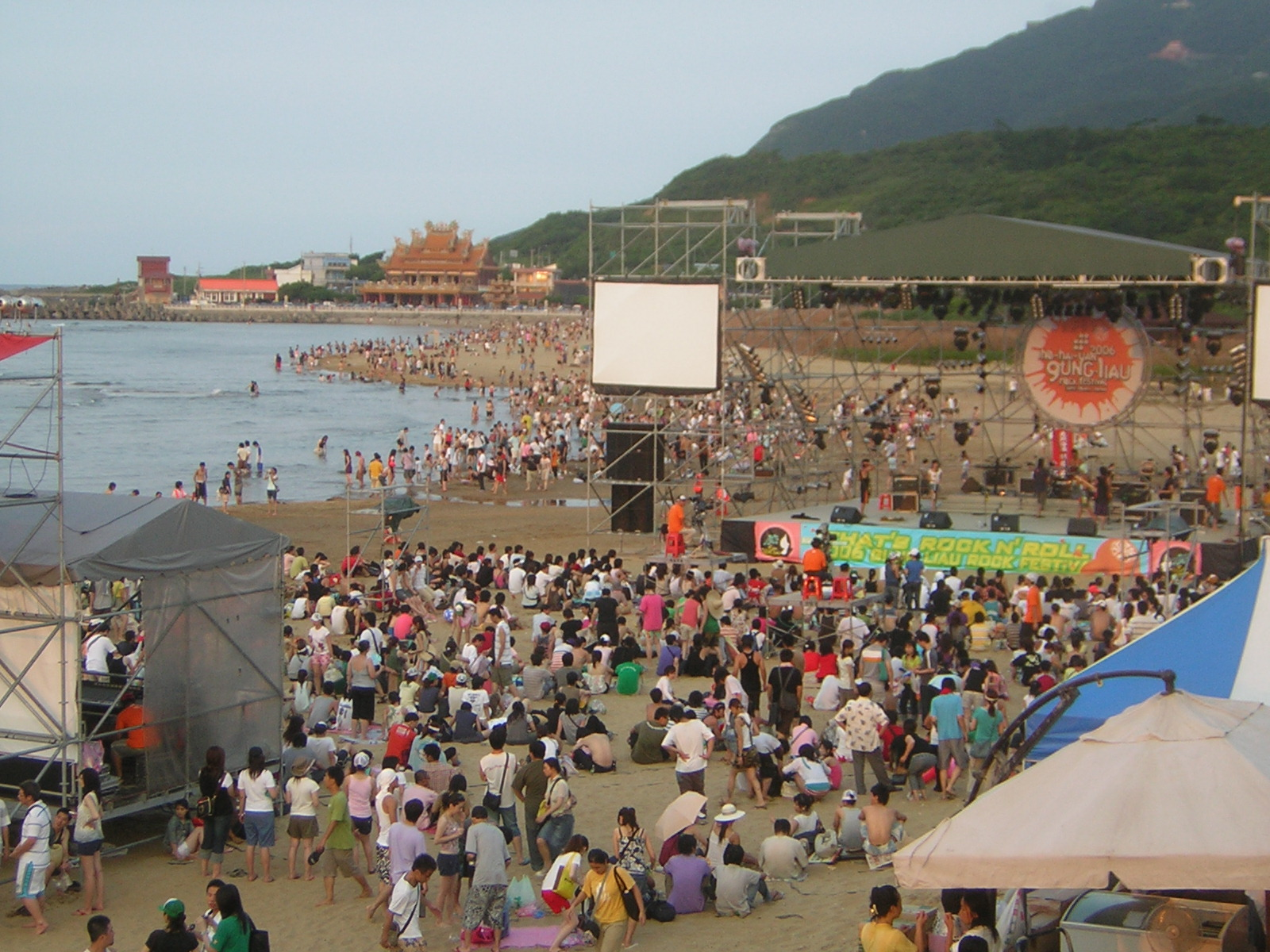
Das Hohaiyan-Rock-Festival